# Francesco di Marco Datini

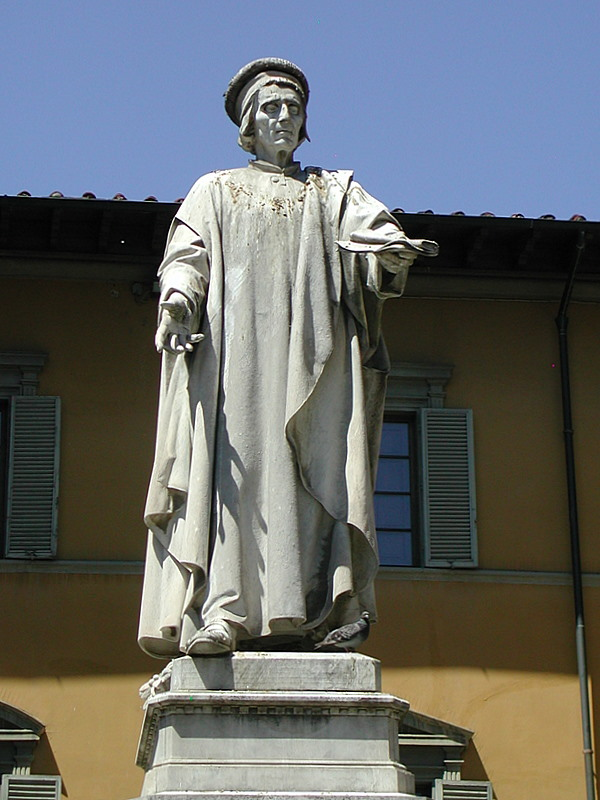
Standbeeld van Francesco Datini in Prato

Francesco di Marco Datini (Prato, 1335 - aldaar, 16 augustus 1410) was een rijke koopman uit Prato, in het noorden van Italië.
Zijn handelshuis had vestigingen in Florence, Pisa, Avignon, Genua, Barcelona, Valencia en op Majorca. Hij handelde in van alles, maar zijn grootste rijkdom haalde hij uit de productie van laken, geweven uit de wol die hij uit Spanje importeerde.
Er is veel over zijn leven bekend, omdat door toeval het complete archief van zijn handelshuis bewaard is gebleven. Het is een enorme hoeveelheid aan rekeningboeken, contracten, verzekeringspolissen, afrekeningen en cheques en het archief bevat 150.000 brieven. Voor in zijn rekeningboeken staat zijn motto: In naam van God en de zaken, Hij werd wekelijks per post op de hoogte gehouden van de ontwikkelingen in handelscentra als Parijs, Brugge en Londen. Hij was vaak onderweg, en schreef dan zelf brieven aan zijn vrouw.
Datini was rijk, maar zeker niet de belangrijkste koopman van zijn tijd. Zijn archief laat zien dat er in de 14e eeuw een volwassen internationale handel op gang was gekomen tussen de grote steden.
Hij richtte een bank op en hem werd verweten dat hij een woekeraar was. Om met God en naasten 'in het reine te komen' stichtte hij kapellen, financierde hij inrichting en versiering van kerken en legeerde hij aan de armen van Prato een, voor die tijd enorm, vermogen van 70.000 goudguldens.
Dat hij opdrachten verstrekte aan Giotto, kan misschien blijken uit het feit dat hij protesteerde tegen de hoogte van het honorarium gevraagd door Agnolo Gaddi en Niccolò Gerini met de opmerking: Als Giotto nog had geleefd, zou hij stellig goedkoper zijn geweest.
Op 31 juli 1410 maakte Datini zijn testament. Daarin voorzag hij duizend florijnen om in Florence een tehuis voor verlaten kinderen te creëren, wat in 1445 zou resulteren in de opening van het Ospedale degli Innocenti.